# Bahram III
Bahram III o Varanes III fou rei sassànida de Pèrsia, fill gran i successor de Bahram II. Va regnar només uns mesos (291-292) entre quatre i vuit segons les fonts.
En vida del seu pare fou nomenat rei dels saces de Sakastana (Bahram Sakan Shah). A la mort del pare, fou proclamat rei per un grup de nobles del Fars o Persis, dirigits per Wahnam fill de Tatrus, amb el suport d'Adurfarrobay rei de Mesene de Mesopotàmia, segons es diu contra la seva voluntat. Tanmateix, una assemblea de grans nobles, controlada pel gran sacerdot Karder, va decidir donar suport com a successor a Narses, besoncle de Bahram III i rei de l'Armènia sota control persa. Fou convidat a venir des d'Armènia i rebut a Ctesifont on fou coronat. En una campanya militar, el cap dels nobles del sud, Wahnam, fou derrotat i mort, però la sort de Bahram III no és esmentada.
Narses va substituir el seu nom al de Bahram en alguns relleus. Sembla que no va deixar cap moneda, ja que les que li foren atribuïdes avui dia se suposa que foren realment de Narses.